# Championnats de France de cyclisme sur piste 2008
Les championnats de France de cyclisme sur piste 2008 se sont déroulés du 3 au 10 juillet 2008 sur le vélodrome de Toulon-Provence-Méditerranée à Hyères (Var).
Dans certaines épreuves les coureurs espoirs courent avec les élites, c'est le meilleur espoir à la fin qui est déclaré champion de France même s'il est battu par des élites.

## Résultats

### Hommes

#### Keirin
| Épreuves       | Or             | Or            | Argent              | Argent   | Bronze          | Bronze     |
| -------------- | -------------- | ------------- | ------------------- | -------- | --------------- | ---------- |
| Keirin élite   | Kévin Sireau   | Cofidis       | Sébastien Henriette |          | Arnaud Tournant | Cofidis    |
| Keirin juniors | Charlie Conord | Ile de France | Thomas Bonafos      | Provence | Thierry Jollet  | Guadeloupe |

#### Kilomètre
| Épreuves          | Or                | Or             | Argent          | Argent         | Bronze          | Bronze         |
| ----------------- | ----------------- | -------------- | --------------- | -------------- | --------------- | -------------- |
| Kilomètre élite   | Michaël D'Almeida | 1 min 02 s 354 | Ghislain Boiron | 1 min 04 s 258 | Adrien Doucet   | 1 min 04 s 739 |
| Kilomètre juniors | Quentin Lafargue  | 1 min 03 s 644 | Thomas Bonafos  | 1 min 04 s 949 | Mickaël Valenza | 1 min 08 s 724 |

#### Vitesse individuelle
| Épreuves        | Or             | Or         | Argent           | Argent    | Bronze            | Bronze        |
| --------------- | -------------- | ---------- | ---------------- | --------- | ----------------- | ------------- |
| Vitesse élite   | Kévin Sireau   | Cofidis    | Arnaud Tournant  | Cofidis   | Mickaël Bourgain  | Cofidis       |
| Vitesse juniors | Thierry Jollet | Guadeloupe | Quentin Lafargue | Aquitaine | Charlie Conord    | Ile de France |
| Vitesse cadets  | Kévin Guillot  | Bretagne   | Julien Palma     |           | Sébastien Marques |               |

#### Vitesse par équipes
| Épreuves                  | Or                                                | Or | Argent                                          | Argent | Bronze                                                 | Bronze |
| ------------------------- | ------------------------------------------------- | -- | ----------------------------------------------- | ------ | ------------------------------------------------------ | ------ |
| Vitesse par équipes élite | Julien Palma, Sébastien Marques et Alexandre Piat |    | Sullivan Clet, Faustin Mandil et Florian Vernay |        | Kévin Guillot, Guillaume Labat et Judicaël Le Champion |        |

#### Poursuite individuelle
| Épreuves          | Or               | Or | Argent          | Argent | Bronze            | Bronze |
| ----------------- | ---------------- | -- | --------------- | ------ | ----------------- | ------ |
| Poursuite élite   | Damien Monier    |    | Maxime Bouet    |        | Fabien Sanchez    |        |
| Poursuite espoirs | Jérôme Cousin    |    | Arnaud Depreeuw |        | Jonathan Balbuena |        |
| Poursuite juniors | Emmanuel Kéo     |    | Julien Duval    |        | Jérémie Souton    |        |
| Poursuite cadet   | Benjamin Chauvin |    | Sébastien Court |        | Maxime Walter     |        |

#### Poursuite par équipes
| Épreuves                      | Or                                                                                 | Or | Argent                                                                    | Argent | Bronze                                                                           | Bronze |
| ----------------------------- | ---------------------------------------------------------------------------------- | -- | ------------------------------------------------------------------------- | ------ | -------------------------------------------------------------------------------- | ------ |
| Poursuite par équipes élite   | Pays de la Loire : Damien Gaudin Jérôme Cousin Fabrice Jeandesboz Sébastien Turgot |    | Provence : Jonathan Mouchel Jonathan Balbuena Maxime Bouet Renaud Pioline |        | Côte d'Azur : Arnaud Depreeuw Fabien Sanchez Sébastien Thomas Thomas Vaubourzeix |        |
| Poursuite par équipes juniors | Côte d'Azur : Emmanuel Kéo Julien Duval Thibault Huche Enzo Hollville              |    | Bretagne : Sébastien Le Prout Damien Le Fustec Julien Morice Erwan Téguel |        | Orléans : Alexandre Piat Romain Combaud Stéphane Duguenet Julien Nativel         |        |

#### Course aux points
| Épreuves                  | Or               | Or     | Argent          | Argent | Bronze          | Bronze |
| ------------------------- | ---------------- | ------ | --------------- | ------ | --------------- | ------ |
| Course aux points élite   | Fabien Sanchez   | 83 pts | Kilian Patour   | 74 pts | Damien Gaudin   | 68 pts |
| Course aux points espoirs | Ronan Guinaudeau | 70 pts | Yann Guyot      | 66 pts | Morgan Kneisky  | 50 pts |
| Course aux points juniors | Julien Duval     | 45 pts | Erwan Téguel    | 38 pts | Tanguy Lefebvre | 27 pts |
| Course aux points cadets  | Riwouane Sozedde | 15 pts | Sébastien Court | 8 pts  | Yoän Vérardo    | 8 pts  |

#### Scratch
| Épreuves      | Or            | Or | Argent           | Argent | Bronze              | Bronze |
| ------------- | ------------- | -- | ---------------- | ------ | ------------------- | ------ |
| Scratch élite | Romain Sicard |    | Guillaume Perrot |        | Mathieu Delarozière |        |

#### Américaine
| Épreuves           | Or                                 | Or     | Argent                               | Argent           | Bronze                         | Bronze           |
| ------------------ | ---------------------------------- | ------ | ------------------------------------ | ---------------- | ------------------------------ | ---------------- |
| Américaine élite   | Damien Gaudin Sébastien Turgot     | 24 pts | Pierre-Luc Périchon Guillaume Perrot | 13 pts           | Nicolas Rousseau Vincent Dauga | 20 pts (-1 tour) |
| Américaine juniors | Victor Faubert Tanguy Lefebvre     | 18 pts | Kévin Francillette Angélo Tulik      | 13 pts           | Julien Duval Emmanuel Kéo      | 11 pts           |
| Américaine cadets  | Stéphane Lemoine Jauffrey Betouigt | 8 pts  | Julien Palma Jérôme Pougis           | 15 pts (-1 tour) | Vincent Dragoni Dany Maffeïs   | 8 pts (-1 tour)  |

### Femmes

#### 500 m
| Épreuves      | Or               | Or       | Argent          | Argent    | Bronze         | Bronze    |
| ------------- | ---------------- | -------- | --------------- | --------- | -------------- | --------- |
| 500 m élite   | Sandie Clair     | 34 s 552 | Virginie Cueff  | à 0 s 802 | Clara Sanchez  | à 1 s 049 |
| 500 m juniors | Olivia Montauban | 36 s 148 | Magali Baudacci | 36 s 467  | Laurie Berthon | 37 s 010  |

#### Course aux points
| Épreuves                   | Or               | Or     | Argent             | Argent | Bronze           | Bronze |
| -------------------------- | ---------------- | ------ | ------------------ | ------ | ---------------- | ------ |
| Course aux points élite    | Pascale Jeuland  | 47 pts | Emilie Blanquefort | 38 pts | Élodie Henriette | 34 pts |
| Course aux points juniors  | Pauline Avarello | 16 pts | Margot Ortega      | 11 pts | Nolwenn Le Got   | 11 pts |
| Course aux points cadettes | Eugénie Duval    | 13 pts | Sophie Malet       | 8 pts  | Hélène Lenfant   | 8 pts  |

#### Scratch
| Épreuves      | Or           | Or | Argent       | Argent | Bronze         | Bronze |
| ------------- | ------------ | -- | ------------ | ------ | -------------- | ------ |
| Scratch élite | Edwige Pitel |    | Sandie Clair |        | Virginie Cueff |        |

#### Poursuite individuelle
| Épreuves          | Or                     | Or | Argent                | Argent | Bronze          | Bronze |
| ----------------- | ---------------------- | -- | --------------------- | ------ | --------------- | ------ |
| Poursuite élite   | Jeannie Longo-Ciprelli |    | Cathy Moncassin-Prime |        | Audrey Cordon   |        |
| Poursuite juniors | Margot Ortega          |    | Aude Biannic          |        | Roxane Fournier |        |

#### Vitesse individuelle
| Épreuves         | Or               | Or | Argent          | Argent | Bronze         | Bronze |
| ---------------- | ---------------- | -- | --------------- | ------ | -------------- | ------ |
| Vitesse élite    | Clara Sanchez    |    | Sandie Clair    |        | Virginie Cueff |        |
| Vitesse juniors  | Olivia Montauban |    | Magali Baudacci |        | Laurie Berthon |        |
| Vitesse cadettes | Linda Michelini  |    | Hélène Lenfant  |        | Lucie Pader    |        |